# Etowah (Oklahoma)
Etowah es un pueblo ubicado en el condado de Cleveland en el estado estadounidense de Oklahoma. En el año 2010 tenía una población de 92 habitantes y una densidad poblacional de 17,36 personas por km².

## Geografía
Etowah se encuentra ubicado en las coordenadas 35°8′5″N 97°10′7″O / 35.13472, -97.16861 (35.134592, -97.168620).

## Demografía
Según la Oficina del Censo en 2000 los ingresos medios por hogar en la localidad eran de $34,375 y los ingresos medios por familia eran $34,375. Los hombres tenían unos ingresos medios de $26,786 frente a los $25,833 para las mujeres. La renta per cápita para la localidad era de $10,190. Alrededor del 0% de la población estaban por debajo del umbral de pobreza.